# Березовка (Артинський міський округ)
Бере́зовка (рос. Берёзовка) — присілок у складі Артинського міського округу Свердловської області.
Населення — 633 особи (2010, 702 у 2002).
Національний склад станом на 2002 рік: росіяни — 94 %.